# Giorgio Bernardi
Pour les articles homonymes, voir Bernardi.
Giorgio Bernardi (né le 16 mai 1912 à Bologne et mort dans la même ville le 17 septembre 1988) était un arbitre italien de football des années 1940 et 1950.

## Biographie
Giorgio Bernardi débute en première division italienne en 1941.Il fut arbitre international de 1947 à 1957, année où il décida d'arrêter.

## Carrière
Giorgio Bernardi a officié dans une compétition majeure : 
- JO 1952 (match)